# پیچش بیضه

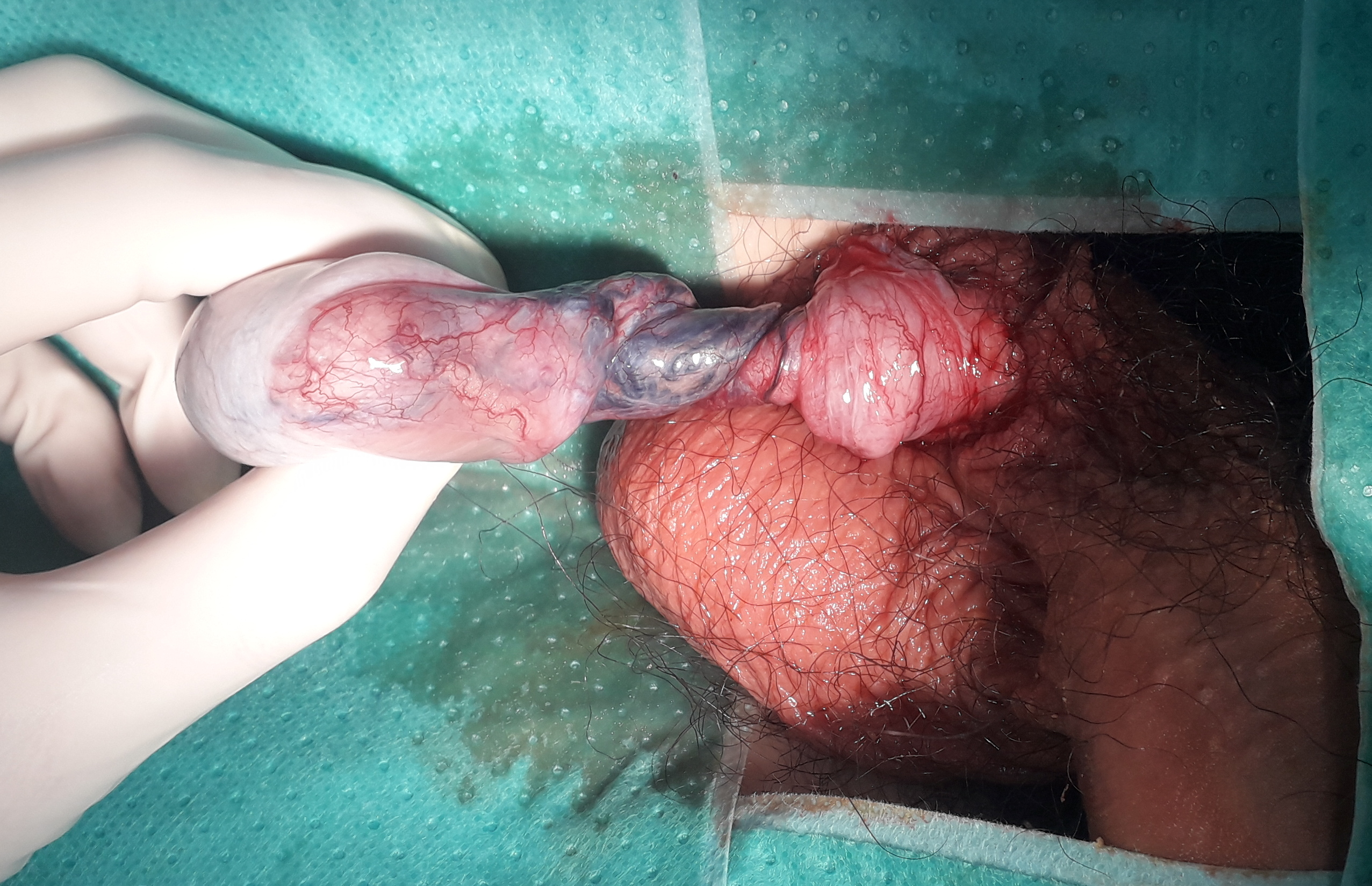

پیچش بیضه یا تورشن اغلب به دنبال چرخش بیضه حول محور خود روی می‌دهد. بیمار درد شدید ناحیه اسکروتال دارد. تشخیص قطعی با سونوگرافی است و به دلیل انسداد عروق بیضه و نرسیدن خون به آن درمان سریع که اغلب جراحی است ضروری است وگرنه خطر عقیمی وجود دارد.

## علائم
درد در ناحیه بیضه، تورم، خون در مایع منی، استفراغ و حالت تهوع از جمله علامت‌های پیچش بیضه می‌باشد.

## درمان
برای درمان پیچش بیضه نیاز به عمل جراحی می‌باشد. همچنین پزشک برای این که در آینده این چنین مشکلی دوباره پیش نیاید، بیضه را به کف کیسه بیضه متصل می‌کند که به این روش ارکیدوپکسی می‌گویند.